# Apomixi
En botànica, s'anomena apomixi a la reproducció asexual mitjançant llavors. Les plantes que presenten aquest tipus de reproducció (apomíctiques) produeixen llavors sense meiosi ni fertilització de manera que els seus descendents són genèticament idèntics a la planta mare. Tot i que des del punt de vista evolutiu les plantes apomíctiques no tenen els avantatges adaptatius que ofereix la reproducció sexual, l’apomixi permet la fixació indefinida de genotips altament adaptats al seu ambient. Aquest avantatge de l’apomixi és des del punt de vista genètic el mateix que presenta la multiplicació vegetativa. No obstant això, en el cas de les plantes apomíctiques, els descendents no romanen als voltants de la planta mare, competint amb ella pels recursos, sinó que gràcies a la dispersió de les llavors els nous individus poden explorar i conquerir nous ambients.

## Apomixi en l'agricultura
L'apomixi ha estat observada en unes 400 espècies de plantes silvestres. Entre les plantes cultivades l'apomixi es presenta, per exemple, en el grup dels cítrics. L'any 2011 un equip de científics francesos, estatunidencs i de l’Índia van aconseguir introduir l’apomixi en la planta, organisme model, Arabidopsis thaliana i així es creu que també es podrà incloure en les plantes cultivades, les quals generalment no es reprodueixen pas per aquest sistema. S'espera que l’apomixi sigui molt útil en l’agricultura, ja que seria un mètode extremadament eficaç d’obtenir noves varietats de plantes que mantindran indefinidament les característiques desitjades.

## Història
L’apomixi va ser descrita per primera vegada el 1841 en l'espècie australiana Alchornea ilicifolia quan un exemplar femení d’aquesta espècie dioica va ser introduït als Jardins Botànics de Kew de Londres. La planta aïllada va produir va florir i produir llavors en abundància si bé no disposava de cap font de pol·len per a pol·linitzar-se, posant en evidència que la mateixa havia produït llavor asexualment. Paradoxalment, els primers experiments amb plantes apomíctiques van ser realitzats de forma involuntària per Gregor Mendel, qui va utilitzar encreuaments d’espècies del gènere Hieracium per a intentar confirmar els resultats obtinguts en els seus famosos estudis sobre l'herència dels pèsols. Mendel va atribuir erròniament a una suposada "autopol·linització freqüent" la falta de segregació observada. Avui se sap que moltes espècies d’aquest gènere de compostes són apomíctiques.

## Tipus d’apomixis
La sexualitat de les plantes comprèn l’alternança cíclica entre els estats d'esporòfit (la mateixa planta, diploide) i de gametòfit (el gra de pol·len i sac embrionari, ambdós haploides). La meiosi que té lloc en les flors possibilita la recombinació i reducció del nombre de cromosomes i dona lloc a la formació de les espores femenines (megàspores) a l'ovari i de les masculines (micròspores) a les anteres. La megasporogènesi genera quatre cèl·lules haploides, tres de les quals degeneren. La restant constitueix la megàspora funcional, que pel procés de megagametogènesi (tres mitosis successives) desenvolupa el megagametòfit femení, també conegut com a sac embrionari. El tipus de sac embrionari més comú entre les angiospermes (conegut com a tipus Polygonum) està format per 8 nuclis haploides i set cèl·lules, és a dir: l'oosfera o ovocèl·lula, dues sinèrgides, una cèl·lula central binucleada i tres antípodes. D’altra banda, les micròspores desenvolupen els grans de pol·len mitjançant un procés de microgametogènesi. El pol·len madur està típicament integrat per tres cèl·lules haploides (n), dues de les quals constitueixen els gàmetes masculins o núcels generatius. L'altra, anomenada cèl·lula vegetativa, té una funció relacionada amb el creixement del tub pol·línic.
La formació de la llavor en les plantes sexuals implica el procés de doble fecundació únic en les angiospermes: un gàmeta masculí (n) es fusiona amb l’ovocèl·lula (n) per a originar el zigot (2n). A partir d’aquest zigot es desenvolupa l'embrió. La cèl·lula central del sac embrionari amb els seus dos nuclis polars (n + n) es fusiona amb l’altre nucli generatiu del gra de pol·len per a originar l'endosperma. La fusió de dos gàmetes haploides únics derivats de la distribució a l'atzar del material genètic durant les meiosis masculina i femenina meiosi té com a resultat la generació de progènies genèticament diverses. En resum, a la reproducció sexual la meiosi i la fecundació produeixen la recombinació dels caràcters d’ambdós progenitors i, per tant, són processos creadors de nova variabilitat genètica.
L’apomixi eludeix la ruta sexual evitant la reducció meiòtica i la fecundació. L'òvul desenvolupa una llavor l'embrió de la qual conté exactament el mateix genotip que la planta que l’origina. Els embrions apomíctics poden formar-se a través d’una ruta esporofítica o gametofítica. En la primera, també anomenada embrionia adventícia, els embrions sorgeixen directament d’una cèl·lula somàtica de la nucel·la o dels teguments de l’òvul. Aquesta forma d’apomixi apareix comunament als cítrics, els quals es van convertir en un sistema model pera a estudiar el procés. En l’apomixi gametofítica es formen sempre sacs embrionaris que difereixen en alguns aspectes del gametòfit femení haploide (n) generat a partir de la megàspora funcional. La seva principal diferència és el precisament el fet de ser diploides (2n), ja que els nuclis que els formen no han passat pel procés meiòtic i, per tant, no han reduït el seu nombre de cromosomes. Per això es diu que aquests sacs embrionaris sorgeixen per un procés d’apomeiosis ("sense meiosi"). D’acord amb l’origen de la cèl·lula que genera al sac embrionari i a l'embrió, l’apomixi gametofítica pot ser classificada com a: diplosporia, quan el sac embrionari s'origina a partir de la cèl·lula mare de la megàspora mateixa ja sigui per mitosi o després d’una fallida en la meiosi o aposporia, quan el sac embrionari s'origina directament per mitosi a partir d’una cèl·lula somàtica, usualment una cèl·lula de la nucel·la.
Els sacs embrionaris, siguin apospòrics o diplospòrics, contenen un gàmeta femení diploide (2n), l’ovocèl·lula la, a partir de la qual es desenvolupa directament l'embrió per partenogènesi sense que hi hagi fecundació. Així, mentre en el procés sexual la reducció meiòtica es complementa amb la fecundació que restaura el nivell de ploidia 2n, en l’apomixi gametofítica l’absència de reducció es complementa amb la partenogènesi.
En l’apomixi gametofítica la partenogènesi exclou un dels processos de la doble fecundació: la unió dels gàmetes masculins amb els femenins. No obstant això no necessàriament s'anul·la la fecundació dels nuclis polars. Encara que en alguns casos l'endosperma pot desenvolupar-se de forma autònoma (sense la unió d’un gàmeta masculí amb els nuclis polars del sac embrionari apospòric o diplospòric) en moltes espècies apomíctiques, com passa en la majoria de les gramínies tropicals, cal que un gàmeta masculí es fusioni amb el o els nuclis polars de la cèl·lula central del sac embrionari per a formar l'endosperm. Aquest procés rep el nom de pseudogàmia.
Per tot això, hi ha tres tipus diferents de mecanismes d’apomixi:
- Diplosporia: la cèl·lula mare del sac embrionari o gametòfit femení es desenvolupa directament en un embrió, procés que es coneix amb el nom de partenogènesi diploide. L'embrió és diploide.

- Aposporia: el sac embrionari té el seu origen en una cèl·lula somàtica de les múltiples que envolten la cèl·lula mare del sac embrionari (nucela). L'embrió és diploide.

En ambdós casos es desenvolupa un gametòfit però la meiosi no es dona, o en el cas que es produeixi, no té conseqüències observables. Per aquesta raó, s'anomena també a aquest fenomen apomixi gametofítica.
- Embrionia adventícia: no es desenvolupa sac embrionari. L'embrió es desenvolupa a partir de cèl·lules de l'esporòfit diploide (exemple, integument).

Un exemple únic de l’apomixis masculina s'ha descobert al xiprer del Sàhara, Cupressus dupreziana, on el nucli dels embrions deriven enterament de progenitor masculí (del pol·len) sens que hi hagi contribució genètica del progenitor femení.

## Distribució
La majoria d'espècies apomíctiques són facultatives, de manera que poden produir llavor sexualment en un sistema balancejat. Els apomíctics obligats es donen particularment en aquelles espècies que són sexualment estèrils, com per exemple en les que sols un sexe està present (Elodea canadensis, Petasites hybridus) on solament hi ha un genotip per als al·lels d’autoincompatibilitat (Menyanthes trifoliata, Hottonia palustris) o a on la sexualitat no pot funcionar normalment a causa dels problemes en la meiosi ocasionats per la hibridació inerespecífica (Mentha, Mimulus) o per imparipoliploidia (Potentilla anserina, Holcus mollis).
L’apomixi es troba àmpliament distribuïda en certes famílies de plantes, com les poàcies, les rosàcies i les compostes. En aquestes últimes l’apomixi és un tipus de reproducció obligada en moltes espècies, mentre que en les altres dues famílies l’apomixi i la reproducció sexual poden tenir lloc, juntament, en el mateix individu (apomixi facultativa)
La reproducció apomíctica s'ha detectat en diversos gèneres de compostes com per exemple Achillea, Crepis, Hieracium, Taraxacum, Conyza, [10], Eupatorium, Erigeron, Brachycome, Parthenium, i Arnica. En les gramínies, l’apomixi va ser descrita per primera vegada en 1933 en una espècie de Poa. Des d’aquell moment s'ha identificat aquest mecanisme en centenars d’espècies de poàcies, particularment en les panícees i en les andropogònies. Alguns dels gèneres que presenten espècies apomíctiques, a més del ja esmentat Poa, són Capillipedium, Heteropogon, Themeda, Bothriochloa, Dichanthium, Cenchrus, Setaria i Paspalum.
En alguns biomes, la major part de les espècies es reprodueixen per apomixi facultativa. Per exemple, el 60% de la flora britànica pot reproduir-se asexualment i el 25% d’aquest grup són apomíctics facultatius, és a dir que combinen la reproducció sexual amb la dispersió especialitzada, de tal manera que escapen de la competència amb els seus progenitors.

## Control genètic
L’apomixi és un caràcter heretable, però el seu control no fou completament aclarit. Tradicionalment es va considerar que els seus determinants bàsics podrien haver-se originat per mutació i que la majoria dels altres gens involucrats són similars als de la sexualitat. Malgrat la seva àmplia distribució en les angiospermes, el caràcter no és molt comú en els cultius més comuns o en les espècies model (com l’arròs i Arabidopsis). Aquesta condició va determinar que els estudis en aquest camp s'hagin de realitzar en espècies silvestres que són poliploides, altament heterozigotes i amb una escassa caracterització genètica. La dissecció de les bases genètiques del caràcter és, per tant, difícil i complexa. Els estudis d’herència solament són possibles si poden encreuar-se progenitors completament sexuals amb plantes apomíctiques i la progènie F1 segregant pot ser examinada des del punt de vista citològic i embriològic. Així mateix, totes les progènies poden ser analitzades mitjançant marcadors moleculars per a determinar si els seus genotips són exactament iguals que el de la planta mare o bé, són el producte d’encreuaments. Els diferents estudis desenvolupats en les gramínies coincideixen en assenyalar que tant l’aposporia com la diplosporia semblen estar controlades per un únic locus on un gen major dominant o un grup de gens lligats i coadaptats, que funcionen com una sola unitat a causa d’una forta supressió de la recombinació genètica, són els responsables de l'expressió del caràcter. En les compostes, en canvi, la genètica de l’apomixi sembla tenir un control més complex. Així, es va demostrar que és d’herència monogènica en dues espècies de Hieracium, però es troba determinada per dos gens amb segregació independent en l'espècie triploide Erigeron annuus.
El model genètic més simple proposat per a espècies tetraploides de Panicum i Brachiaria, suposa que la genètica de les plantes sexuals seria del tipus nuliplex (genotip «aaaa») mentre que els individus apomíctics serien uniplexos (genotip «Aaaa») sent «A» l’al·lel dominant responsable de l'apomixi. Els encreuaments d’individus sexuals a individus apomícits. Això no obstant, en aquest model hi ha certes qüestions que no han estat resoltes. Per exemple, en el cas de Panicum maximun (que és una espècie apomíctica facultativa) si bé es postula que les plantes apomícitques són uniplexes («Aaaa») fins ara no s'han trobat en la natura plantes completament sexuals («aaaa»). Aquesta situació es repeteix en altres espècies apomíctiques aquesta va resultar ser un genotip «Aaaa». Aquest model genètic per a l’apomixi indica que les plantes apomíctiques porten el potencial per a la reproducció sexual, però en un estat més o menys reprimit, a causa de la presència de l’al·lel dominant per a l’apomixi. La penetrància limitada de l’al·lel per a apomixi explica l'existència de l’apomixi facultativa. Així mateix, la presència dels al·lels recessius per a sexualitat explica per què l'encreuament entre dues plantes apomíctiques facultatives poden generar una gran quantitat de progènie sencerament sexual. Malgrat que la presència d’apomixi pot ajustar-se a aquest model, el grau d’apomixi depèn de les condicions ambientals o de gens modificadors. En els últims anys la tecnologia de marcadors moleculars i els procediments de biologia molecular han generat una quantitat considerable de coneixements nous sobre les bases moleculars de l’apomixi que poden ser útils per al futur aïllament del/dels gens que controlen el caràcter. Han estat identificats diversos marcadors que cosegreguen amb l’apomixi en diferents gèneres de gramínies com Tripsacum, Pennisetum, Brachiaria i Paspalum. Aquests marcadors lligats al caràcter poden emprar-se en l'estudi de la transmissió del mateix en els programes de millora d’espècies apomíctiques i eventualment intentar qualsevol de les estratègies de clonat basades en el mapatge genètic per a aïllar el/els disparadors del fenomen. L'anàlisi molecular va possibilitar la identificació d’una regió genòmica específica de l’aposporia (ASGR, de l’anglès "apospory-specific genomic region") Pennisetum squamulantum que està absent en individus sexuals i on la recombinació està severament restringida. En les espècies Tripsacum dactyloides, Paspalum simplex i Paspalum notatum es van detectar regions similars on nombrosos marcadors apareixen completament lligats al caràcter. L’absència de recombinació podria estar associada a una estratègia per a evitar la dispersió dels factors que necessiten cosegregar estrictament per a determinar l’apomixi. La unitat genètica. Una caracterització molecular detallada d’aquest segment cromosòmic revelarà en el futur la varietat i el nombre de gens involucrats. Com que diversos elements diferencien l’apomixi de la sexualitat (apomeiosi, partenogènesi, pseudogàmia i de vegades desenvolupament autònom de l'endosperm) la qüestió de si l’apomixi és conseqüència de l'expressió d’un sol gen major o d’un grup de factors lligats i coadaptats és un dels problemes a resoldre en el futur. A causa del fet que la supressió de la recombinació es verifica tant en monocotiledònies com en dicotiledònies, és possible que sigui una característica general del locus per a l’apomixi. Això pot estar relacionat amb la seva funció, com fou observat en altres loci complexos que estan involucrats en processos similars (anomenats complexos gènics coadaptats), com el supergen per a l’heterostilia en Primula, el locus S d'autoincompatibilitat en Brassica, el locus per a tipus d’aparellament en Chlamydomonas i el locus d’histocompatibilitat en humans.
Alternativament, aquesta supressió de la recombinació pot ser un producte accidental de la reproducció assexual continuada durant llargs períodes. En les espècies de Pennisetum, per exemple, els marcadors que estan lligats a l’al·lel per a apomixi no poden ser detectats en els individus que es reprodueixen sexualment la qual cosa indicaria que els apomíctics són hemizigòtics per al locus en qüestió («A---») o bé, que els al·lels són altament divergents («Aa'a'a'»).

## Taxonomia d'organismes apomíctics

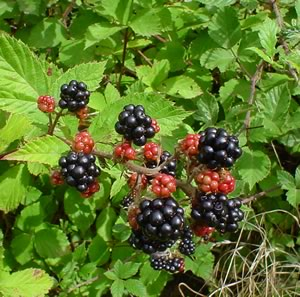
Els esbarzers europeus constitueixen un complex apomíctic amb un innombrable quantitat de biotipus.

L'apomixi és un fenomen molt comú en les plantes. Els gèneres en els que es dona apomixi són molt variables i és molt difícil identificar taxonòmicament les espècies que pertanyen a aquest, ja que moltes d'elles de vegades apareixen com a clons únics. La situació es fa encara més difícil quan l'apomixi és facultativa perquè la complexitat en la distribució de les característiques morfològiques és encara més gran.
Com una planta apomíctica és un ésser genètic idèntic d'una generació a la següent, cada individu té el caràcter vertader de l'espècie, quan es presenta una distinció d'un a un altre congènere apomícitc, aquesta diferència és molt més petita que la que es dona entre les espècies de la majoria dels dos gèneres. Per això s'anomenen a aquests éssers microespècies. En alguns gèneres, és possible identificar i anomenar centenars o fins i tot milers de microespècies, que es poden agrupar juntes com un agregat d'espècies, típicament enumerats en els llibres de Flores amb la convenció “gènere d'espècies agg.” (per exemple, l'esbarzer, Rubus fruticosus agg.) Altres exemples dapomixi es poden trobar en els gèneres Crataegus monogyna (espí blanc), Sorbus, Rubus (esbarzer), Hieracium i Taraxacum (dent de lleó).
Els esbarzers europeus pertanyen a un dels 12 subgèneres de Rubus i ofereixeb un interessant exemple de la història del tractament taxonòmic dels complexos agàmics. Tan sols es coneixen sis espècies diploides i sexuals dins del complex, entre elles les espècies mediterrànies Rubus ulmifolius, Rubus canescens i Rubus sanctus. Aquestes espècies han estat anomenades “espècies primàries” i es consideren els ancessors, conjuntament amb algunes espècies hipotètiques que deuen haver-se extingit durant l’última glaciació, de tota la flora d’esbarzers europeus. El tractament taxonòmic d'aquest complex ha canviat amb el temps. Inicialment, Linné va posar tota la variabilitat del complex sota el nom de Rubus fruticosus. [a] Més tard, nombrosos taxònoms van començar a descriure part de la variabilitat mitjançant la creació de centenars d'espècies, moltes d'elles simples biotipus amb una distribució local summament restringida. Altre tractament utilitzat va ser el de disposar tots aquests biotipus com a subespècies dins de Rubus fruticosus. Un cop esbrinat l'origen i el manteniment de la variabilitat d'aquest complex en la natura, es va començar a tractar-lo com una unitat taxonòmica especial anomenada agamoespècie. En el treball taxonòmic modern, tan sols els clons apomíctics estabilitzats i amb una distribució geogràfica àmplia són tractats com a espècies.

L'àmplia distribució taxonòmica de l’apomixi i la multiplicitat de mecanismes que hi ha sota la producció asexual de llavors suggereixen que aquesta manera de reproducció s'ha originat independentment en diverses ocasions durant l'evolució de les angiospermes. S'ha observat que les espècies apomíctiques són usualment perennes i deriven d'ancessors alògams. També s'ha demostrat que l’agamospèrmia està freqüentment, encara que no invariablement, associada amb la hibridació interespecífica i la poliploïdia.
Una de les primeres teories per a explicar el valor adaptatiu de l'apomixi és la que indica que aquest tipus de reproducció és només una fuita de l'esterilitat en poblacions que, d'una altra manera, serien estèrils. Aquesta teoria va ser proposada per Cyril Dean Darlington el 1939 i recolzada per George Ledyard Stebbins. Aquesta teoria va guanyar adhesió entre molts botànics pel fet que era compatible amb la visió que la reproducció sexual accelera les taxes d'evolució adaptativa, i a més, perquè explicava l'estreta associació existent entre apomixi, poliploïdia i hibridació interespecífica. De fet, bona part de les espècies apomíctiques de les compostes són estèrils a causa d'autopoliploidia (les espècies triploides Taraxacum officinale i Erigeron annuus, per exemple) i d'hibridació interespecífica (com és el cas de l'Arnica gracilis, una espècie híbrida entre Arnica latifolia i Arnica cordifolia). Els híbrids interespecífics freqüentment presenten problemes de segregació cromosòmica durant la meiosi a causa d'un inadequat aparellament cromosòmic. A causa d'això són altament estèrils. L'avantatge selectiu de la reproducció apomíctica es fa evident considerant que en aquests individus, d'una altra manera estèrils, s'assegura la seva reproducció i dispersió mitjançant llavors. Des d'un punt de vista ecològic, les espècies apomíctiques es distribueixen freqüentment en hàbitats pertorbats i són colonitzadors molt reeixits, ja que no depenen de la presència d'individus de la mateixa espècie en indrets propers per a deixar descendència.
Jens Christian Clausen va ser un dels primers a reconèixer formalment que l'apomixi, particularment l'apomixi facultativa, no necessàriament condueix a una pèrdua de variabilitat genètica i de potencial evolutiu. Utilitzant una analogia entre el procés adaptatiu i la producció a gran escala d'automòbils, Clausen va argüir que una combinació de sexualitat (que permet la producció de nous genotips) i d'apomixi (que permet la producció il·limitada dels genotips més adaptats) podria incrementar, més que disminuir, la capacitat d'una espècie per al canvi adaptatiu.